# 桜日和
「桜日和」（さくらびより）は、星村麻衣の楽曲。彼女の10作目（プレデビューシングルからの通算11枚目）のシングルとして2007年3月7日にSME Recordsから発売された。

## 概要
前作「Merry Go Round」から1年2ヶ月ぶり、Sony Music Associated RecordsからSME Recordsへの移籍後初のシングル。星村麻衣名義でのシングルリリースは「ひまわり」以来5作品ぶりとなる。初回生産盤はテレビアニメ『BLEACH』書き下ろし絵柄カレンダー封入。
オリコン週間シングルチャートでは初のTOP20入りを果たした。

## 収録曲
1. 桜日和
  - 作詞・作曲：星村麻衣、編曲：Falsetto de Es
  - TX系テレビアニメ『BLEACH』エンディングテーマ（2007年1月10日 - 2007年3月28日放送分）。
2. Wonder Land
  - 作詞・作曲：星村麻衣、編曲：本間昭光
3. 夜月
  - 作詞・作曲・編曲：星村麻衣
4. 桜日和 （Instrumental）